# Tururut!
Tururut! (títol original: Phffft) és una pel·lícula de comèdia romàntica estatunidenca de 1954 protagonitzada per Judy Holliday, Jack Lemmon i Jack Carson i amb Kim Novak en un paper secundari. La pel·lícula va ser escrita per George Axelrod i dirigida per Mark Robson. Va ser la segona pel·lícula protagonitzada per Holliday i Lemmon aquell any, després de It Should Happen to You!. Està doblada al català.

## Argument
La Nina i en Robert Tracey, casats durant vuit anys, pateixen problemes matrimonials i es divorcien. En Robert comparteix la casa del seu amic de la Marina, en Charlie Nelson, mentre que la Nina busca orientació amb la seva mare.
En Robert passa una vetllada amb la Janis però se sent incòmode amb ella i altres noies amb qui surt. La Nina també intenta sortir amb altres homes. Tot i que intenten ignorar-se quan es troben accidentalment, és obvi que el passat no ha mort.
Aleshores, una nit, es troben en una discoteca, ballant el mambo junts; tots dos havien après a ballar des del seu divorci. Més tard, després d'una trobada desastrosa a casa seva amb en Charlie, la Nina li diu per telèfon a la seva mare que encara està enamorada d'en Robert. Accidentalment, aquest escolta la conversa, després d'haver corregut cap a casa seva a causa de la reputació del seu amic.
Finalment la Nina i en Robert es reconcilien i es tornen a casar.

## Repartiment
- Judy Holliday com Nina Tracey
- Jack Lemmon com Robert Tracey
- Jack Carson com Charlie Nelson
- Kim Novak com Janis
- Luella Gear com Mrs. Edith Chapman
- Donald Randolph com Dr. Van Kessel
- Donald Curtis com Rick Vidal
- Arny Freeman com professor de la Nina
- Merry Anders com Marsha
- Sally Mansfield com Miss Comstock
- Joyce Jameson com secretària
- Bess Flowers com ballarina al club
- Jimmie Dodd com taxista
- Charlotte Lawrence com Cynthia

## Producció
El guió es basava en una obra de teatre de George Axelrod, la seva continuació a The Seven Year Itch . L'obra s'havia de provar a finals de 1953 però Axelrod la va retirar a la vigília de la producció. L'escriptor va recordar més tard:
En aquell moment estava en procés de divorciar-me de la meva primera dona. Tot era massa lleig i volia sortir de la ciutat; així que, tot i que teníem els diners recaptats, vaig dir que l'obra no era prou bona i la vaig cancel·lar. El dia que es va anunciar, Harry Cohn, cap de Columbia, va trucar per dir-li que faria una gran pel·lícula per a Judy Holliday. 
Columbia li va comprar els drets de pantalla per 80.000 dòlars.
- Durant el rodatge, Jack Lemmon va abandonar el plató quan la seva primera dona, l'actriu i model Cynthia Stone va donar a llum al seu fill, Chris Lemmon.
- Aquesta va ser la segona pel·lícula en què va aparèixer Jack Lemmon amb Judy Holliday, després de It Should Happen to You!
- El títol "Phffft" prové de la columna de Walter Winchell. Quan el matrimoni d'una parella de celebritats es trencava, Winchell descrivia la ruptura com "phffft".
- Columbia Pictures es va acostar a George Axelrod per produir una versió cinematogràfica de la seva popular obra de teatre, The Seven Year Itch, però els drets de la pel·lícula estaven lligats mentre s'executés a Broadway. En canvi, els va oferir Phffft!, una obra anterior del seu tracte amb un tema semblant.

La intenció original era demanar cedida a Sheree North de la 20th Century Fox per interpretar el paper de Janis, però Harry Cohn va decidir utilitzar Kim Novak després de veure-la a La casa número 322. Li va dir a Garson Kanin : "Vaig pensar que treballant al costat de la Judy una part del talent i una part de la màgia es podria contagiar, oi? Doncs res".
Jack Lemmon la va anomenar "una bona pel·lícula, gairebé una molt bona pel·lícula".
Segons Kenneth Tynan, "La perspectiva de fer" la pel·lícula va enviar a Judy Holliday "en un atac (o phffftl) de terror, perquè durant gairebé deu anys cada paraula que havia pronunciat a la pantalla havia estat escrita pels Kanins i dirigida per Cukor. Però George Axelrod i Mark Robson van resultar ser substituts admirables, i el seu primer vol en solitari va ser un èxit tranquil·litzador. El riure nerviós, el somriure fugitiu i la innocència divina van ser tan inigualables com mai".

George Axelrod va reflexionar més tard:
Vaig tenir un home dolç i estimat, Mark Robson, que no tenia ni idea de com fer comèdia. Ni una pista. Vaig tenir Judy Holliday, una de les millors tècniques de comèdia del món, i Jack Carson, un altre gran tècnic de comèdia, i Jack Lemmon també, però el director va ser mal interpretat. Judy s'ho va passar terriblement. Ella entenia com fer el material, però en Mark aixafava les escenes tot el temps. Estàvem lluitant contra el director i la censura. L'escena de seducció amb Judy i Jack Carson, una escena brillantment divertida amb aquests dos mestres, i Jack la va fer tan eròtica... Després, li van tallar la merda. La censura el va destruir, així que ni tan sols va ser divertit. Mark era muntador. No entenia les seves pròpies limitacions. Els bons directors vénen de diverses maneres, però els muntadors són els pitjors perquè els interessa l'edició. No coneixen la història. No saben de comèdia. O fins i tot actuant. Només saben de tenir un "partit".... Des del moment que vam començar sabia que era inepte per a la comèdia, que no entenia ben bé què era divertit, però era tan dolç i jo no tenia cap control sobre el que estàvem fent.

## Premis i honors
- Judy Holliday va ser nominada com a "Millor actriu estrangera" als Premis BAFTA de 1955.
- La pel·lícula també va ser nominada a la "Millor comèdia americana escrita" pel Sindicat de Guionistes dels Estats Units.